# Кожанов, Константин Петрович
Константин Петрович Кожанов (род. 17 ноября 1960) —  российский дипломат.

## Биография
Окончил МГИМО МИД СССР (1984). На дипломатической работе с 1984 года. Владеет английским и индонезийским языками.
- В 2002—2004 годах — советник-посланник Посольства России в Сингапуре.
- С марта 2007 по июль 2013 года — заместитель директора Генерального секретариата (Департамента) МИД России.
- С 3 июля 2013 по 31 октября 2019 года — чрезвычайный и полномочный посол России в Замбии[1][2].

## Дипломатический ранг
- Чрезвычайный и полномочный посланник 2 класса (1 июня 2009)[3].